# Mong Kok
Mong Kok lub Mongkok (chiń. 旺角; pinyin Wàngjiǎo; jyutping Wong6 Gok3) – obszar w Hongkongu w granicach dzielnicy Yau Tsim Mong. Przed 1994 rokiem Mong Kok był częścią dzielnicy Mong Kok.